# Chenonetta
Chenonetta là một chi chim trong họ Vịt. Chi này chỉ còn duy nhất một loài Chenonetta jubata (Latham, 1802) còn tồn tại.

## Các loài
- Chenonetta jubata (Latham, 1802)
- Chenonetta finschi: đã tuyệt chủng